# Mario Roques
Mario Roques, né le 1er juillet 1875 à Callao au Pérou et mort le 8 mars 1961 dans le 5e arrondissement de Paris, est un universitaire français, professeur d'histoire de la littérature médiévale et romaniste. Il a notamment traduit et édité le Roman de Renart.

## Biographie
Mario Roques naît au Pérou, où son père est agent consulaire. Il entreprend des études à l'École normale supérieure (ENS) à partir de 1894 tout en suivant des cours à l'École nationale des chartes en tant qu'auditeur libre. En 1895, il entre à l'École pratique des hautes études (EPHE), où il se forme à la philologie romane sous la direction de Gaston Paris et Antoine Thomas. Sa carrière d'enseignant débute très tôt et l'amène à enseigner à l'ENS, à l'EPHE (où il succédera à Gaston Paris), à l'École des langues orientales (où il enseigne le roumain et l'albanais et dont il est nommé administrateur, c'est-à-dire directeur, en 1936), à la Sorbonne puis au Collège de France.
En 1910, il fonde la collection Les classiques français du Moyen âge, aux éditions Honoré Champion. L'année suivante, il succède à Paul Meyer à la direction de la revue Romania, revue qu'il dirigera jusqu'à sa mort.
En 1935, il est à l'origine de l'inventaire général de la langue française, fichier constitué de 5 à 6 millions de fiches dressant un inventaire le plus exhaustif possible des mots français,.

## Publications
- 1912 : Le Garçon et l'Aveugle : jeu du XIIIe siècle, édition par Mario Roques de L'Aveugle et son valet, coll. Les classiques français du Moyen Âge, no 5, Honoré Champion, 1912 (réédition en 2005 avec ajout d'une longue introduction littéraire et d'un dossier comprenant des extraits de textes liés thématiquement par Jean Dufournet)
- 1931 : Le Roman du comte d'Anjou de Jehan Maillart.
- 1936 : Aucassin et Nicolette.
- 1948 : Le Roman de Renart, ré-édité en 1951, 1955, 1958, 1960 et 1963.
- 1952 : Les romans de Chrétien de Troyes : I Érec et Enide.
- 1956 : Roland à Saragosse, poème méridional du XIVe siècle.
- 1957 : L'Estoire de Griseldis en rimes et par personnages.
- 1958 : Le Chevalier à la charrette.
- 1959 : La Farce du pauvre Jouhan (en collaboration avec Eugénie Droz).
- 1960 : Le Chevalier au lion (Yvain).